# Microdon maritimus
Microdon maritimus är en tvåvingeart som beskrevs av Violovitsh 1976. Microdon maritimus ingår i släktet myrblomflugor, och familjen blomflugor. Inga underarter finns listade i Catalogue of Life.